# Leipzig (fartyg)
Leipzig var en lätt kryssare av Leipzig-klass som byggdes av den tyska flottan. Hon hade ett systerfartyg, Nürnberg. Leipzig kölsträcktes i april 1928, sjösattes i oktober 1929 och togs i bruk i Reichsmarine i oktober 1931.

## Design

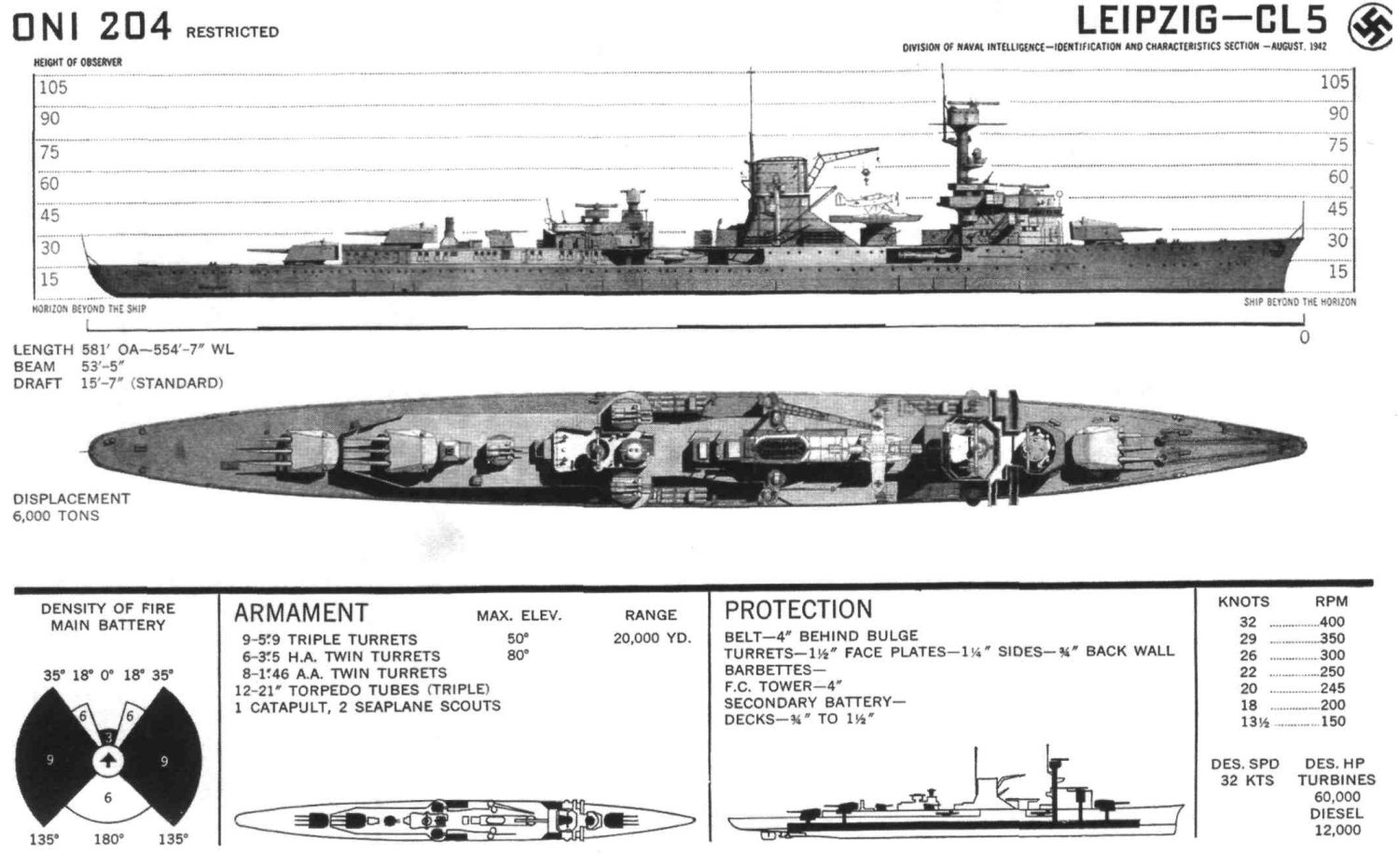
En igenkänningsritning av Leipzig

Leipzig var 177 meter långt och hade en bredd på 16,3 meter och ett maximalt djupgående på 5,69 meter framåt. Hon hade ett deplacement på 8 100 ton vid full last. Leipzig hade en besättning på 26 officerare och 508 sjömän.
Hennes framdrivningssystem bestod av två ångturbiner och fyra 7-cylindriga MAN tvåtakts dieselmotorer. Ånga till turbinerna kom från sex oljeeldade vattenrörspannor. Fartyget hade en toppfart på 32 knop (59 km/h) och en räckvidd på cirka 3 900 nautiska mil (7 200 km) vid 10 knop (19 km/h).
Fartyget var beväpnat med ett huvudbatteri med nio 15 cm SK C/25-kanoner monterade i tre trippelkanontorn. Ett torn var placerat framför och två var placerade bakom överbyggnaden, alla på mittlinjen. De försågs med mellan 1 080 och 1 500 patroner, vilket motsvarade mellan 120 och 166 granater per kanon. Ursprungligen var fartyget också utrustat med två enkelmonterade 8,8 cm SK L/45 luftvärnskanoner; de hade 400 skott ammunition vardera. Leipzig hade också fyra trippelmonterade torpedtuber placerade mittskepps; de var försedda med tjugofyra 50 cm torpeder. Hon kunde också bära 120 sjöminor. Fartyget skyddades av ett pansardäck som var 30 mm tjockt midskepps och ett pansarbälte som var 50 mm tjockt.

## Tjänstgöring

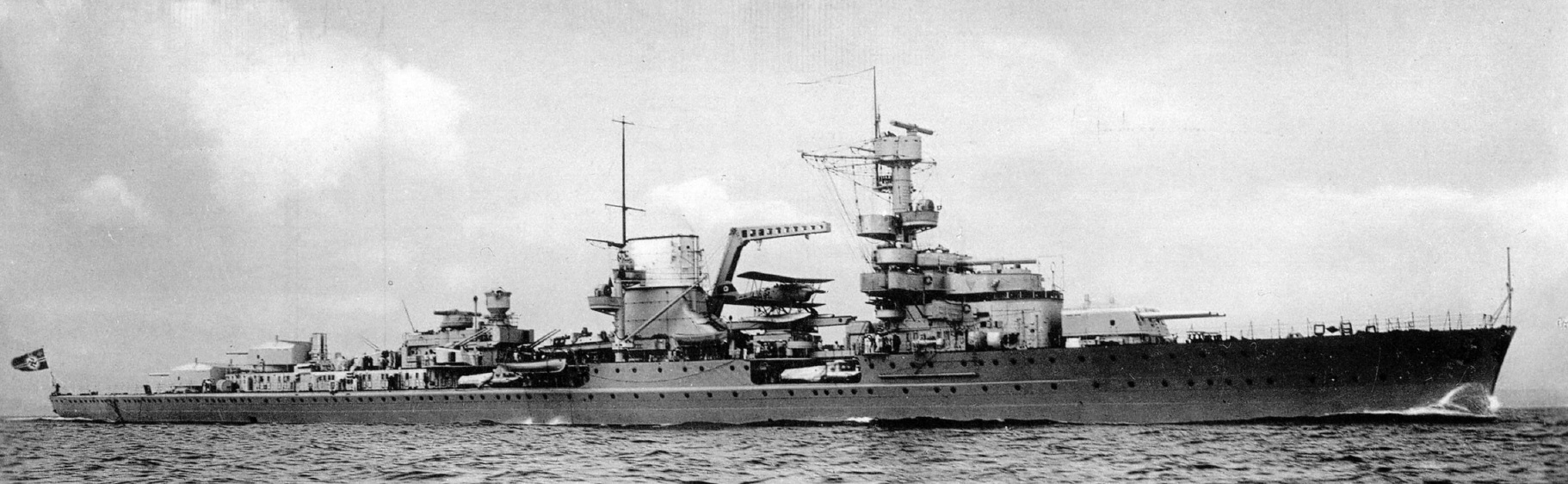
Leipzig 1937

Leipzig kölsträcktes på Reichsmarinewerft i Wilhelmshaven den 28 april 1928 och sjösattes den 18 oktober 1929. Hon togs i bruk i Reichsmarine den 8 oktober 1931. Mellan 1932 och 1933 övade fartyget flitigt i Östersjön och gjorde även flera besök utomlands. År 1934 gjorde hon och kryssaren Königsberg det första besöket till Storbritannien sedan första världskrigets slut. I slutet av 1934 placerades Leipzig i torrdocka för modifieringar. En flygplanskatapult installerades på den akterliga överbyggnaden och en kran för hantering av pontonflygplan. De ursprungliga enkelmonterade 8,8 cm luftvärnskanonerna ersattes med dubbelmonterade. Dessa ändringar gjordes i Kiel. I början av 1935 anslöt sig Leipzig till det gamla pre-dreadnought slagskeppet Schlesien, den nya tunga kryssaren Deutschland och den lätta kryssaren Köln för stora flottövningar.
Senare under 1935 besökte Adolf Hitler fartyget under övningar tillsammans med resten av flottan. Fartyget deltog i andra övningar i Atlanten tillsammans med Nürnberg och Köln i början av 1936. I augusti deltog Leipzig i icke-interventionspatrullerna utanför Spanien under det spanska inbördeskriget. Hon genomförde flera patruller mellan augusti 1936 och juni 1937, och i slutet av juni påstods hon ha blivit attackerad med torpeder, vilket fick Tyskland och Italien att dra sig tillbaka från icke-interventionspatrullerna. Därefter återvände hon till Tyskland för träning i Östersjön, som pågick fram till 1938. I mars 1939 deltog hon i annekteringen av Memel som Tyskland hade krävt av Litauen. Följande månad anslöt hon sig till slagskeppet Gneisenau, kryssaren Deutschland och flera jagare och ubåtar för stora övningar i Atlanten.

### Andra världskriget

#### 1939–1940

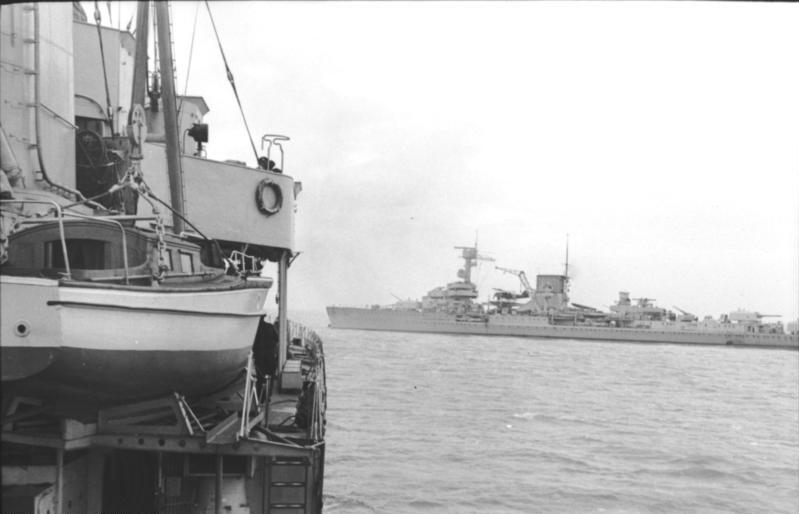
Leipzig i Kielkanalen 1939.

När andra världskriget bröt ut i september 1939 ingick Leipzig i den styrka som skulle hindra den polska flottan från att fly från Östersjön, vilket inte lyckades. Leipzig skickades därefter till Nordsjön, där hon och de andra lätta kryssarna lade ut en rad defensiva minfält. Denna uppgift pågick till slutet av månaden, varefter hon återvände till Östersjön för övningar. Mellan den 17-19 november skyddade Leipzig en minläggningsoperation i Nordsjön. Den 21-22 november anslöt hon sig till Deutschland, Köln och tre torpedbåtar för en patrull i Skagerrak letandes efter allierad sjöfart. Leipzig fick i uppdrag att eskortera slagskeppen Scharnhorst och Gneisenau genom Skagerrak och vid deras återkomst den 27 november.
Den 13 december fick Leipzig i uppdrag att eskortera en flottilj av jagare och andra små fartyg när de passerade genom Skagerrak för att lägga ut ett minfält. Under resan attackerade den brittiska ubåten HMS Salmon de tyska krigsfartygen och klockan 11.25 träffade den Leipzig med en torped. Torpeden träffade Leipzig strax under vattenlinjen, där ett skott skiljde två av fartygets tre pannrum åt. Explosionen böjde det pansrade däcket och skadade kölen. Cirka 1 700 ton vatten översvämmade fartyget, och skadan bröt den elektriska strömmen till fartygets pumpsystem. De två pannrummen översvämmades, ångledningar skadades och babordsturbinen stängdes av. Ungefär samtidigt torpederades även hennes systerfartyg Nürnberg. Ett par jagare anlände för att eskortera de skadade kryssarna tillbaka till hamnen. En timme efter att Leipzig hade träffats torpederades också en av de eskorterande jagarna, strax utanför Elbes mynning. En annan torped passerade precis framför Leipzig och träffade nästan den skadade kryssaren.
På väg tillbaka till Tyskland den 14 december attackerades Nürnberg och Leipzig av brittiska Royal Air Force (RAF). Omkring 20 Vickers Wellington-bombflygplan från 99:e divisionen attackerades av jaktplan från II. Gruppe (2:a gruppen) av Jagdgeschwader 77 (JG 77) under ledning av Oberstleutnant Carl-Alfred Schumacher i närheten av Spiekeroog och Wangerooge. Bombflygplanen misslyckades med att ytterligare skada kryssarna och JG 77-piloterna hävdade att sju eller åtta bombplan skjutits ner. RAF:s uppgifter visar att sex bombplan gick förlorade i attacken. Efter att ha återvänt säkert till hamnen i Kiel togs Leipzig in på Deutsche Werke-varvet för reparation. Hon togs ur tjänst medan hon var under reparation och omklassificerades till ett utbildningsfartyg. För att få plats med ytterligare utbildningsbesättningar togs fyra av fartygets pannor bort. Hon återgick i tjänst i slutet av 1940.

#### 1941–1946
I början av juni 1941 eskorterade hon den tunga kryssaren Lützow (tidigare Deutschland) till Norge. Efter att hon återvänt till Östersjön gav hon och kryssaren Emden artilleristöd till framryckande tyska marktrupper under Operation Barbarossa, invasionen av Sovjetunionen. I september stödde hon invasionen av Moonsundöarna i den estniska skärgården. Medan Leipzig besköt sovjetiska positioner på ön Moon attackerades Leipzig utan framgång av den sovjetiska ubåten Shch-317. I slutet av september anslöt sig fartyget till den tyska Östersjöflottan, med slagskeppet Tirpitz i centrum; flottan hade till uppgift att blockera ett eventuellt sovjetiskt försök att bryta sig ut ur Östersjön. Leipzig blev flaggskepp för övningsflottan 1942 och tillbringade året med att utföra övningsuppgifter.
Leipzig togs ur bruk kortvarigt i mars 1943 och togs åter i bruk den 1 augusti. Hon var dock i behov av en översyn och arbetet försenade avsevärt hennes återgång till operativ status. Dessutom dödade ett utbrott av hjärnhinneinflammation två besättningsmän och skapade ytterligare en försening. Leipzig återgick till att eskortera fartyg i Östersjön i mitten av september 1944. Hennes första operation skyddade trupptransporter mellan Gotenhafen och Swinemünde i sällskap med Admiral Scheer. Den 14 oktober seglade Leipzig från Gotenhafen till Swinemünde för att ta emot en last av minor. I tät dimma kolliderade hon med den tunga kryssaren Prinz Eugen. Vid tidpunkten för kollisionen höll Leipzig på att byta från sina dieselmotorer till sina ångturbiner, en process där man först kopplade loss dieslarna från axlarna och sedan kopplade på turbinerna till axlarna, vilket ledde till att fartyget tillfälligt saknade framdrivning och drev ut ur sin farled och hamnade i vägen för Prinz Eugen som rörde sig i motsatt riktning. Prinz Eugen träffade Leipzig på babordssidan, strax framför skorstenen, och skar nästan fartyget av på mitten. Kollisionen förstörde maskinrum nummer 3 (babord), översvämmade ett andra maskinrum och dödade eller skadade 39 besättningsmän. Fartygen satt fast i över ett dygn, varefter Leipzig bogserades tillbaka till Gotenhafen. Skadorna var så allvarliga att reparationer ansågs opraktiska, särskilt med tanke på Tysklands pressade militära läge i slutet av 1944. Endast reparationer för att hålla fartyget flytande i hamnen genomfördes.
Leipzig gav eldunderstöd till de försvarande tyska styrkorna i mars 1945, medan den röda arméns styrkor avancerade mot staden. Den 24 mars flyttades Leipzig till Hel, lastad med flyktingar, och kunde endast färdas i 6 knop (11 km/h). Hon attackerades upprepade gånger av sovjetiska flygplan och allierade ubåtar försökte torpedera henne två gånger. Hon nådde ändå säkert Danmark den 29 april. På grund av sitt dåliga skick efter krigsslutet användes hon som kasernfartyg för männen i den tyska minröjningsstyrelsen, som hade till uppgift att röja minor utanför den tyska kusten. Det svårt skadade fartyget bogserades slutligen ut och borrades i sank i juli 1946.